# Pterostichus occultus
Pterostichus occultus är en skalbaggsart som beskrevs av Thomas Casey. Pterostichus occultus ingår i släktet Pterostichus och familjen jordlöpare. Inga underarter finns listade i Catalogue of Life.